# Pietro Bertani
Pour les articles homonymes, voir Bertani.
Pietro Bertani (né à Nonantola, en Émilie-Romagne, alors dans les États pontificaux, le 4 novembre 1501, et mort à Rome le 8 mars 1558) est un cardinal italien du XVIe siècle. Il est membre de l'ordre des dominicains.

## Biographie
Il est le fils de Francesco Bertani et Bianca Calori. Il entre à l'ordre Dominicain à un jeune âge, étudiant sous l'ordre de Tommaso Badia.
Pietro Bertani est lecteur de théologie et est théologien du cardinal Ercole Gonzaga. En 1537 il est nommé évêque de Fano et il participe au concile de Trente en 1546-1547. Bertani exerce plusieurs missions diplomatiques pour le pape.
Il est créé cardinal par le pape Jules III lors du consistoire du 20 novembre 1551. Le cardinal Poggio participe aux deux conclaves de 1555 (élection de Marcel II et Paul IV).